# Trường mật
Trường mật hay trường ngân, trường sâng (danh pháp hai phần: Amesiodendron chinense) là một loài thực vật thuộc họ Sapindaceae. Loài này có ở Trung Quốc, Indonesia, Lào, Malaysia, và Việt Nam. Tại Việt Nam, cây phân bố từ Quảng Trị đến Bình Định.
Đặc điểm: cây thân gỗ, cao 20 m đến 30 m, đã được đưa vào sách đỏ Việt Nam năm 1996.